# WTX
WTX (Workstation Technology eXtended) era una especificación de factor de forma de placa madre introducida por Intel en CA en septiembre de 1998, para su uso en alta gama de multiprocesadores, servidores multidiscos y estaciones de trabajo. La especificación tenía soporte de los OEM más importantes (Compaq, Dell, Fujitsu, Gateway, Hewlett-Packard, IBM, Intergraph, NEC, Siemens Nixdorf, y UMAX) y de los fabricantes de placa base (Acer, Asus, Supermicro y Tyan) y fue actualizada a la versión 1.1 en febrero de 1999. En 2008 se descontinuó la especificación y la página www.wtx.org no continuó hospedando el sitio y tampoco sido poseído por Intel desde por lo menos 2004.

## La especificación
Este factor de forma fue diseñado específicamente para cubrir las necesidades de sistemas de alta gama, y las especificaciones para una fuente de energía WTX con dos conectores: de 24 pines WTX-específico y 22 molex.
La especificación de WTX fue creada para estandarizar un nuevo factor de forma de placa base y chasis, corrige la ubicación relativa del procesador, y permite la circulación de mucho aire a través de una porción del chasis donde se colocan los procesadores. Esto permitió que las placas base y el chasis del factor de la forma estándar sean utilizados para integrar procesadores con más requisitos termales.
Más grande que ATX, el tamaño máximo de la placa base de WTX era 14" x 16.75" (356mm x 425mm). Esta fue pensada para proporcionar más sitio para acomodar números más altos de componentes integrados.
Las cajas de la computadora de WTX eran compatibles con las placas base de ATX (pero no viceversa), y vienen a veces equipado de las fuentes de alimentación de ATX.